# Ji Jianhua
Ji Jianhua (29 januari 1982) is een Chinees voormalig professioneel wielrenner en mountainbiker. Hij werd in 2004 en 2007 Chinees kampioen mountainbiken op de cross country bij de Elite, waarop hij een contract kreeg aangeboden door Skil-Shimano. Hij wist echter niet te overtuigen en na een jaar werd het contract al ontbonden.
Ji Jianhua deed namens China mee aan de Olympische Spelen van 2008 in eigen land (Peking) op de mountainbike. Hij eindigde als 22e, op 9:30 minuut van de winnaar; Julien Absalon.

## Belangrijkste overwinningen
2004
- Chinees kampioen cross country, Elite

2007
- Chinees kampioen/ Aziatisch kampioen cross country, Elite